# Clathria partita
Clathria partita är en svampdjursart som beskrevs av Hallmann 1912. Clathria partita ingår i släktet Clathria och familjen Microcionidae. Inga underarter finns listade i Catalogue of Life.